# محمد المجالي
محمد المجالي (3 أغسطس 1980 -)، ممثل ومخرج ومنتج أردني. من لواء القصر في محافظة الكرك.

## نشأته
التحق بكلية الفنون الجميلة في جامعة اليرموك في اربد، قسم الدراما ليتخرج منها عام 2002 حاصلا على شهادة البكالوريوس في الاخراج والتمثيل.

## حياته الفنية
شارك محمــد المجالي في أكثر من 30 مسلسل أردني وبدوي وعربي، ولعب دور البطولة في العديد من هذه المسلسلات، وقام بإخراج الفيلم الأردني ”وسط البلد“ الذي أنتج عام 2018 والذي عرض في مهرجان الأردن الدولي للأفلام في دورته السادسة، كما شارك في عرضين مسرحيين هما ” تايكي تختار حامل السر“ و“على الهامش“، وقام بإنتاج الفلم الأردني القصير ”عود ناعم“ الذي صوّر ضمن فعاليات الدورة الخامسة لمهرجان الأردن الدولي للأفلام.
حصل على عدة جوائز من أبرزها جائزة الاداء التمثيلي في مهرجان ديلهي، كما قامت مؤسسة أبو ظبي للإعلام بتكريمه على دور البطولة ”شخصية طراد“ في المسلسل البدوي ”فتنة“ الذي عرض على شاشات التلفاز في شهر رمضان المبارك 2019، كما حصل على التكريم في مهرجان جرش السينمائي الأول، وهو مؤسس شركة اللمسة للإنتاج الفني.
قام بدور البطولة بعدة مسلسلات، أبرزها المسلسل التاريخي الضخم ”الحسن والحسين"، عن دور الحسين بن علي رضي الله عنه، ودور غياث في المسلسل البدوي "نوف"، و طلفاح في مسلس "اخوة الدم"، وكان اخرها دور طراد في مسلسل ”فتنة“،  كما لعب أدوار رئيسية في عدة مسلسلات، كدور جبور في المسلسل البدوي ”حنايا الغيث“، ودور الأستاذ منصور في المسلسل الأردني ”أبناء القلعة“ الذي شارك فيه 53 ممثل وممثلة من جميع انحاء الوطن العربي.
كانت بدايته بالمشاركة في البرنامج الدرامي رصيف فايع سنة 1999م، وبعدها انطلقت مسيرته الفنية، حيث يحرص دائما علي انتقاء أدواره بعناية وتأنٍ، ويحاول التنويع دائما في الشخصيات التي يقوم في أدائها، حيث أن التنوع في أداء الشخصيات وتقمصها يعد من أهم التحديات التي تواجه أي فنان عند مشاركته في أي عمل فني.
قام بالمشاركة في عدة مسلسلات تاريخية أخرى أهمها مسلسل ”سمر قند“ الذي عرض علي شاشات التلفاز في شهر رمضان المبارك 2016، حيث قام بدور علي، كما جسد شخصية زياد ابن ابيه في مسلسل ”مالك ابن الريب“.

## أعماله الفنية
ومن الأعمال الفنية التي شارك فيها الفنان محمــد المجالي:
آخر أيام اليمامة، أمروء القيس، شهرزاد، أبو جعفر المنصور، الحجاج, الأمين والمأمون، شو هالحكي، الطريق الوعر، الطريق إلى كابول، نمر بن عدوان، الفرداوي، نقطة وسطر جديد، رأس غليص، سلطانة، الكابوس، عيون علياء، لا يأس مع الحياة، توأم روحي، محاكم بلا سجون، مخلفات الزوابع الأخيرة، الحبيب الأولي، بيارق العربا، ذيب السرايا، الوعد، رعود المزن، توم الغرة، تل السنديان، الدمعة الحمراء، العزيمة، سلسلة الأفلام القصيرة "الواقع المرفوض"، شيء من الماضي، وكان ضيف شرف في مسلسل ”عبور“ الذي عرض علي شاشات التلفاز في شهر رمضان المبارك 2019.

### مسلسلات
- نوف
- معاوية والحسن والحسين
- آخر أيام اليمامة
- أمرء القيس
- شهرزاد
- أبو جعفر المنصور
- الحجاج
- الأمين والمأمون
- شو هالحكي
- الطريق الوعر
- الطريق إلى كابول
- نمر بن عدوان
- نقطة و سطر جديد
- رأس غليص
- سلطانة
- الكابوس
- عيون علياء
- لا يأس مع الحياة
- توأم روحي
- محاكم بلا سجون
- مخلفات الزوابع الأخيرة
- الحبيب الأولي
- بيارق العربا
- ذيب السرايا
- أخوة الدم
- الوعد
- رعود المزن
- حنايا الغيث
- سمرقند
- مسلسل العزيمة
- مسلسل مالك بن الريب
- الدمعة الحمراء
- نوف
- سلسلة الأفلام القصيرة "الواقع المرفوض"
- عبور
- تل السنديان
- شيء من الماضي
- فتنة
- جلمود الصحارى
- لعبة أنتقام

### أفلام
- وسط البلد
- عود ناعم

مسرحيات
- تايكي تختار حامل السر
- على الهامش

## روابط خارجية
- محمد المجالي على موقع قاعدة بيانات الأفلام العربية